# Héctor M. Collado
Héctor Miguel Collado (n. 28 de agosto de 1959) es un escritor panameño. En 1990 y en 2004 el Instituto Nacional de Cultura de Panamá le otorgó el Premio Nacional de Literatura Ricardo Miró en la sección poesía. También recibió el Premio Nacional de Cuento José María Sánchez en 2008. En 2018 recibió el Premio Nacional de Literatura Infantil y Juvenil Carlos Francisco Changmarín de poesía.

## Obras
Poesía
- Trashumancias (1982)
- El genio de la tormenta (1983)
- En casa de la madre (1990)
- Poemas abstractos para una mujer concreta (1993)
- Entre mártires y poetas (1999)
- Toque de diana (2001)
- Estaciones del agua —libro de Camila—(2003)
- Artefactos (2005)
- Memorial de Diciembre (2018)
- "ENDOKO" (2023)

Cuento
- Cuentos de precaristas, indigentes y damnificados (2004)
- Fábulas cotidianas (2004)
- Contiendas (2008).
- Ni cortos ni perezosos (2012)

Literatura infantil
- De trompos y rayuelas (2002)
- Poemas de sol y lluvia (2005)
- Caminos de Tinta (2014)
- Para darle cuerda al sol (2018)